# Kamieniec (Sandomierz)
Pour les articles homonymes, voir Kamieniec.
Kamieniec est une localité polonaise de la gmina de Koprzywnica, située dans le powiat de Sandomierz en voïvodie de Sainte-Croix.